# Zorzines azurea
Zorzines azurea là một loài bướm đêm trong họ Noctuidae.